# پرچم تلاسکالا
پرچم تلاسکالا در ۳ فوریه ۲۰۱۴ پذیرفته شد.